# 濟南萬象城
济南万象城，又称济南华润万象城，是济南最大城市综合体。由华润置地开发，总建筑面积526,776平方米，商业总建筑面积约37万平方米。位于济南地铁3号线奥体中心站附近。
于2019年9月28日开业。其包含Olé超市、嗨贝天地及济南首家IMAX激光影院万象影城。

## 图片

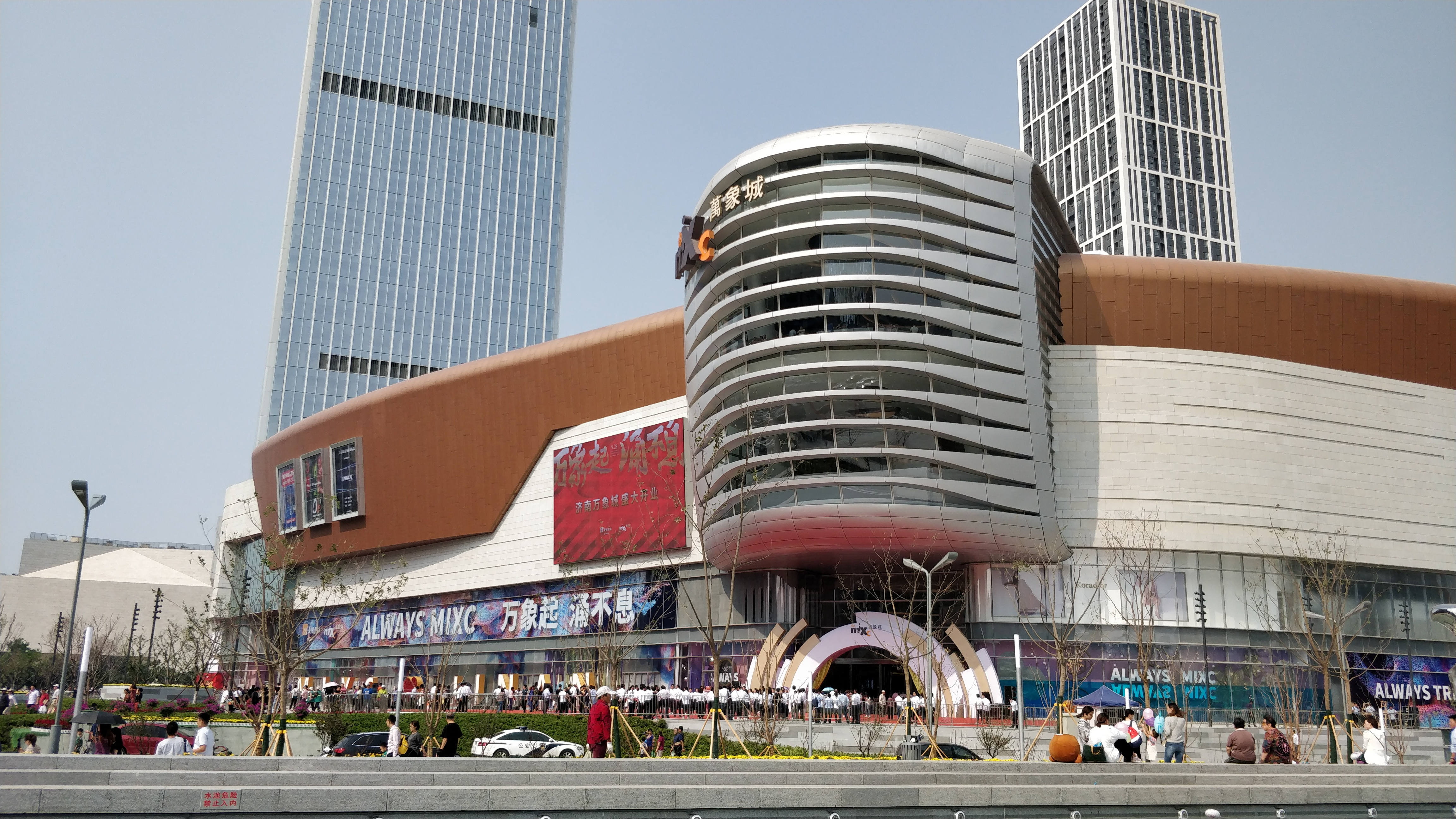
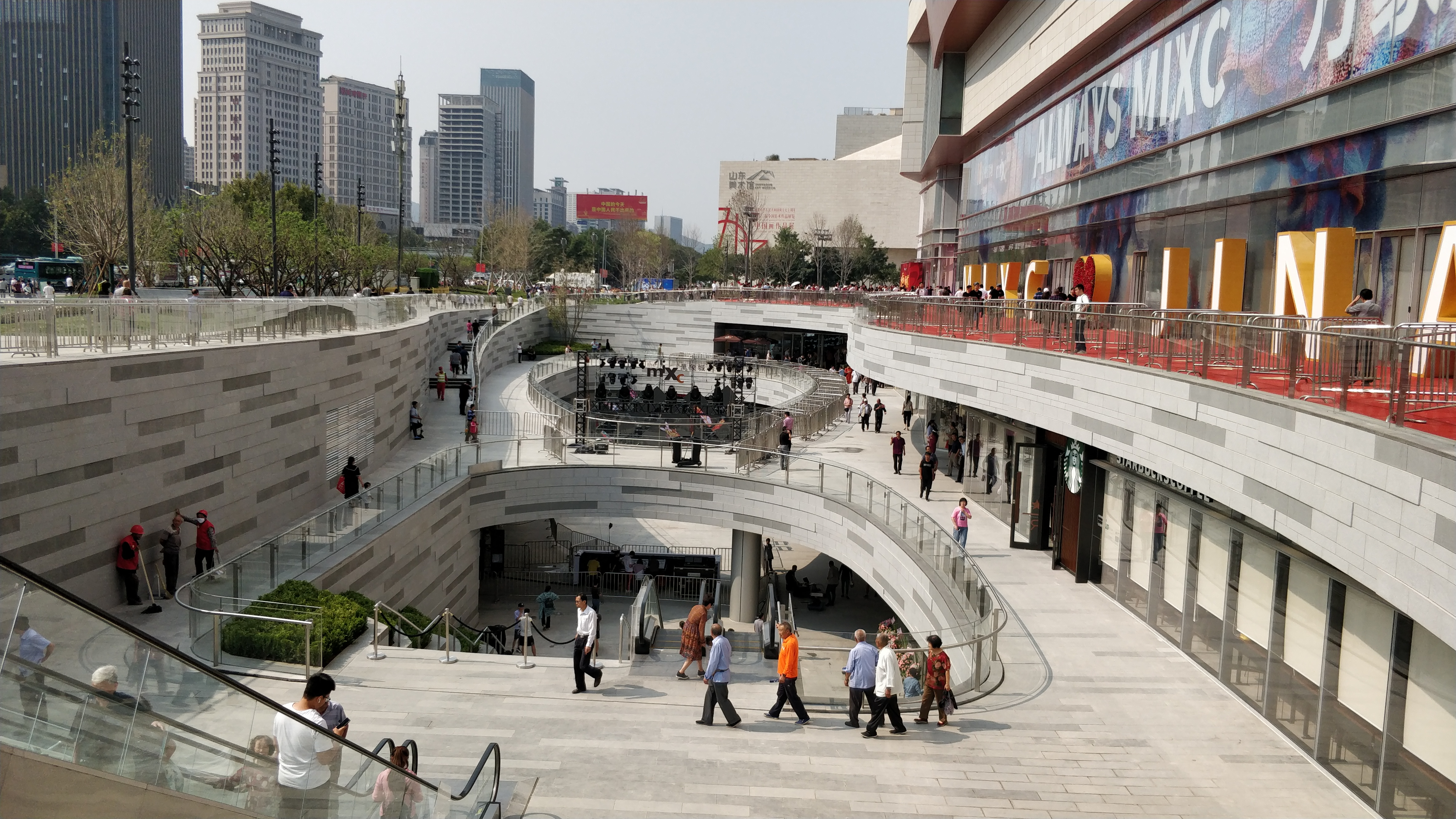
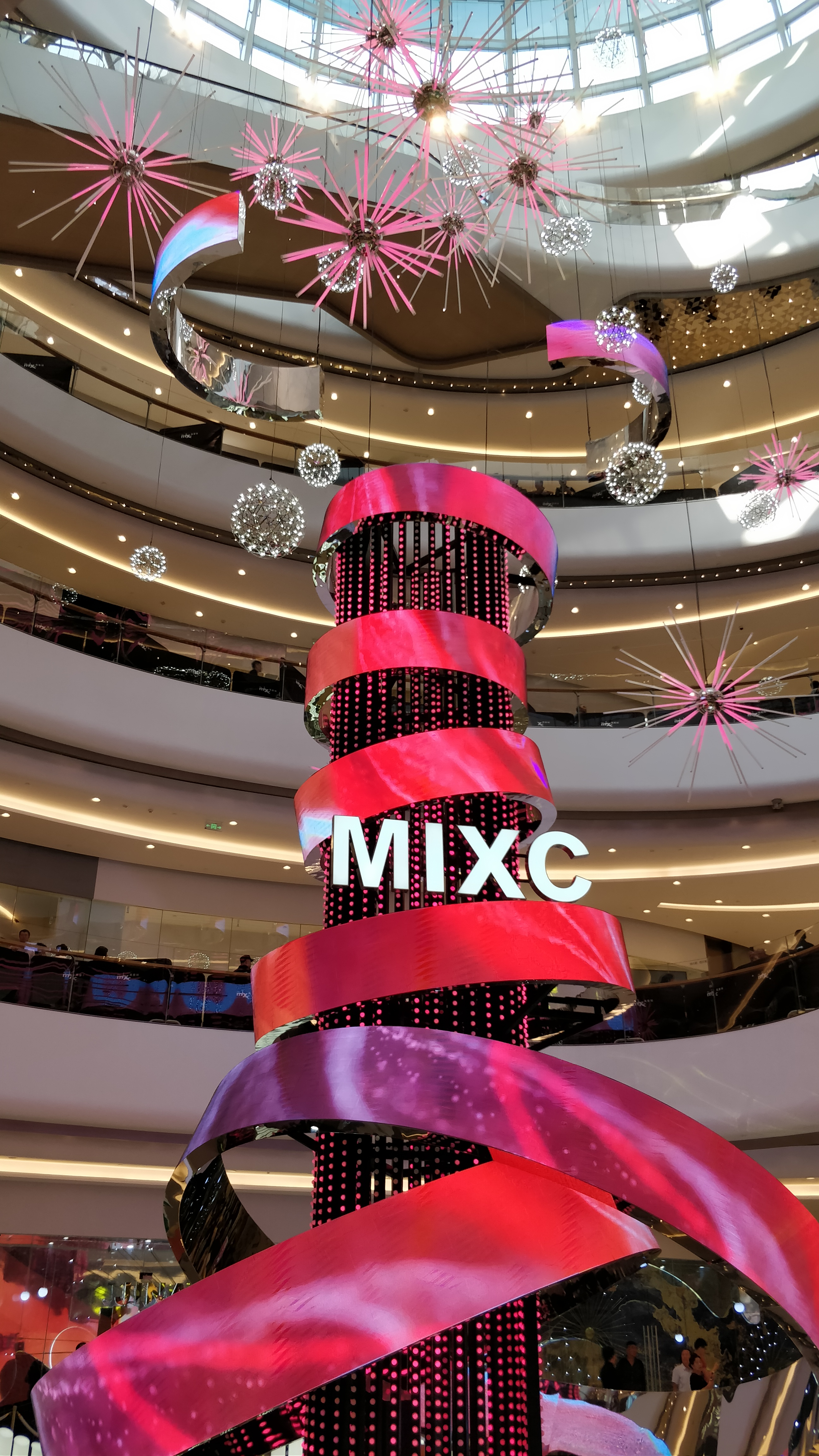
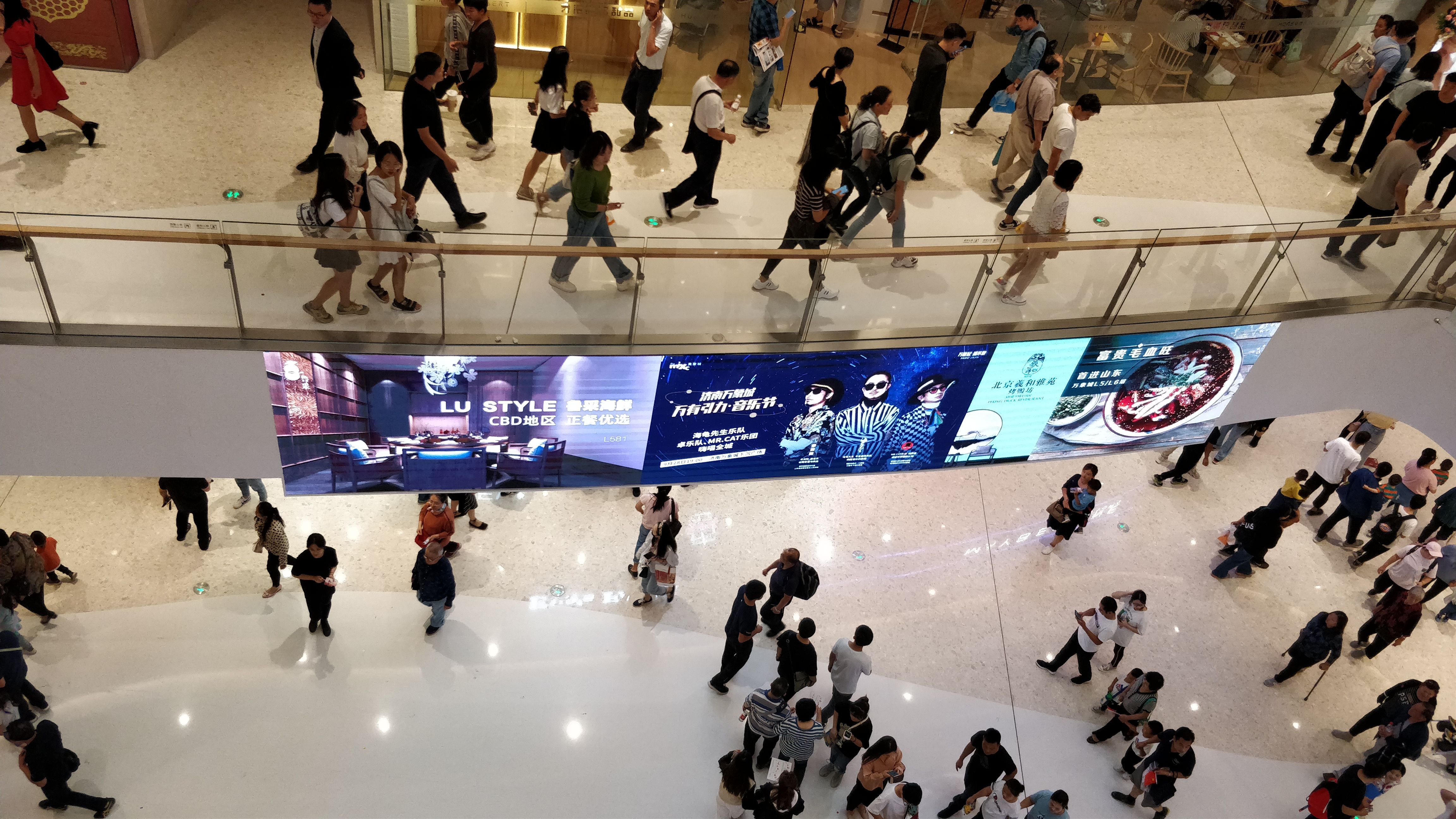
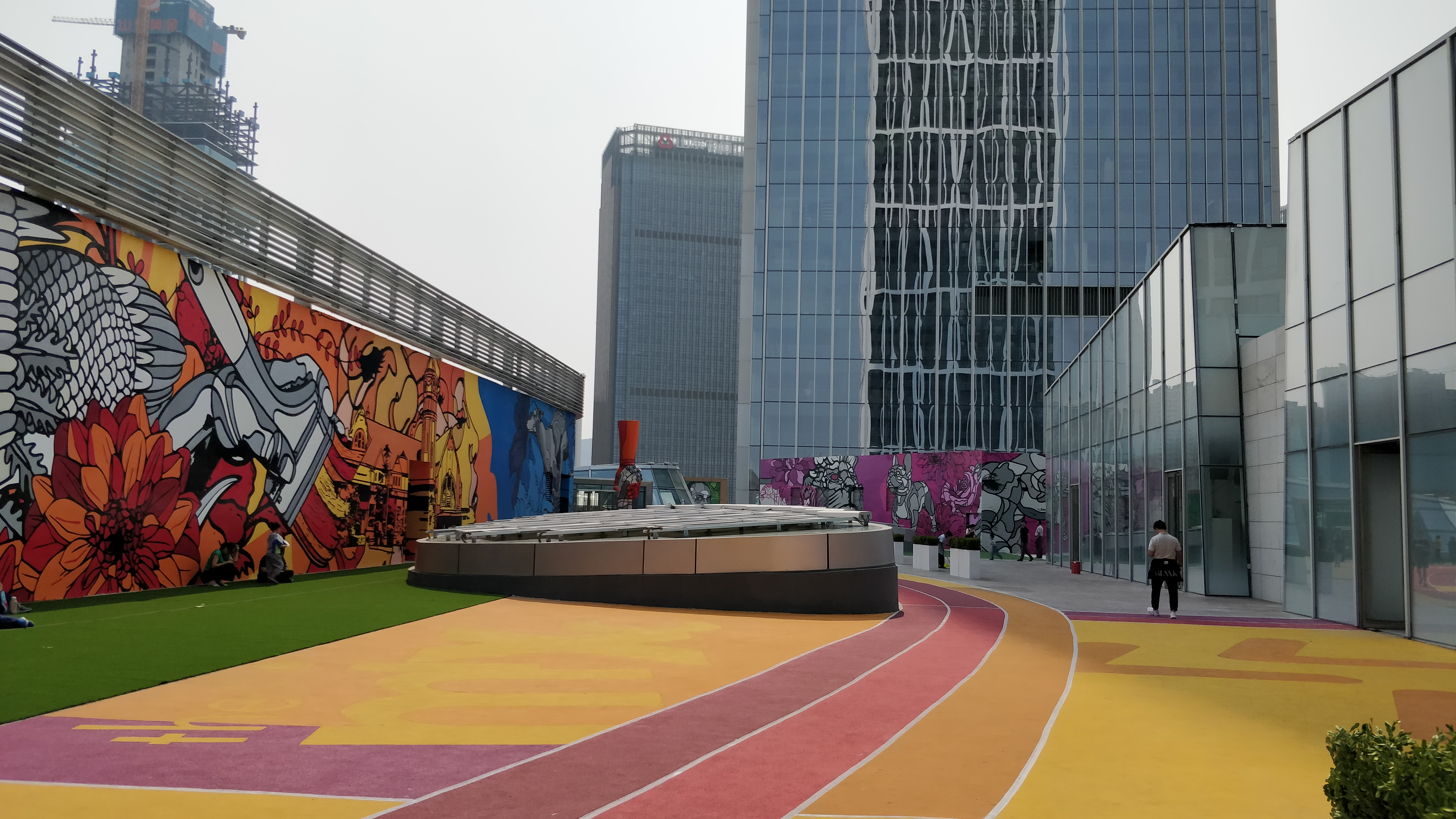